# Diplobune
Il diplobune (gen. Diplobune) è un mammifero artiodattilo estinto, appartenente agli anoploteriidi. Visse tra l'Eocene superiore e l'Oligocene inferiore (circa 35 - 30 milioni di anni fa) e i suoi resti fossili sono stati ritrovati in Europa.

## Descrizione
Questo animale doveva essere assai simile al ben noto Anoplotherium, e come quest'ultimo possedeva un cranio robusto e allungato, con dentatura primitiva e completa, zampe relativamente robuste e corte e una lunga coda. 
Rispetto ad Anoplotherium, Diplobune possedeva molari a corona più bassa con un mesostilo arrotondato. I molari possedevano un ectolofo a forma di W, con gli angoli ancora più acuti rispetto a quelli di Anoplotherium. Il terzo molare superiore era più lungo che largo, mentre il primo incisivo superiore era robusto e a forma di canino. I molari inferiori erano dotati di un paraconide attaccato al metaconide, con un tubercolo bifido. 
Le zampe di Diplobune erano tridattile, e possedevano il secondo dito della mano orientato in modo insolito. L'osso semilunare di Diplobune era più profondamente inserito tra l'amato e il capitato rispetto a quello di Anoplotherium, e ciò limitava il movimento laterale del polso. Inoltre, la superficie articolare del trapezoide con lo scafoide era più estesa in Diplobune, e ciò permetteva un ampio movimento del secondo dito. Sembra che vi fosse traccia di un quinto metatarso rudimentale.

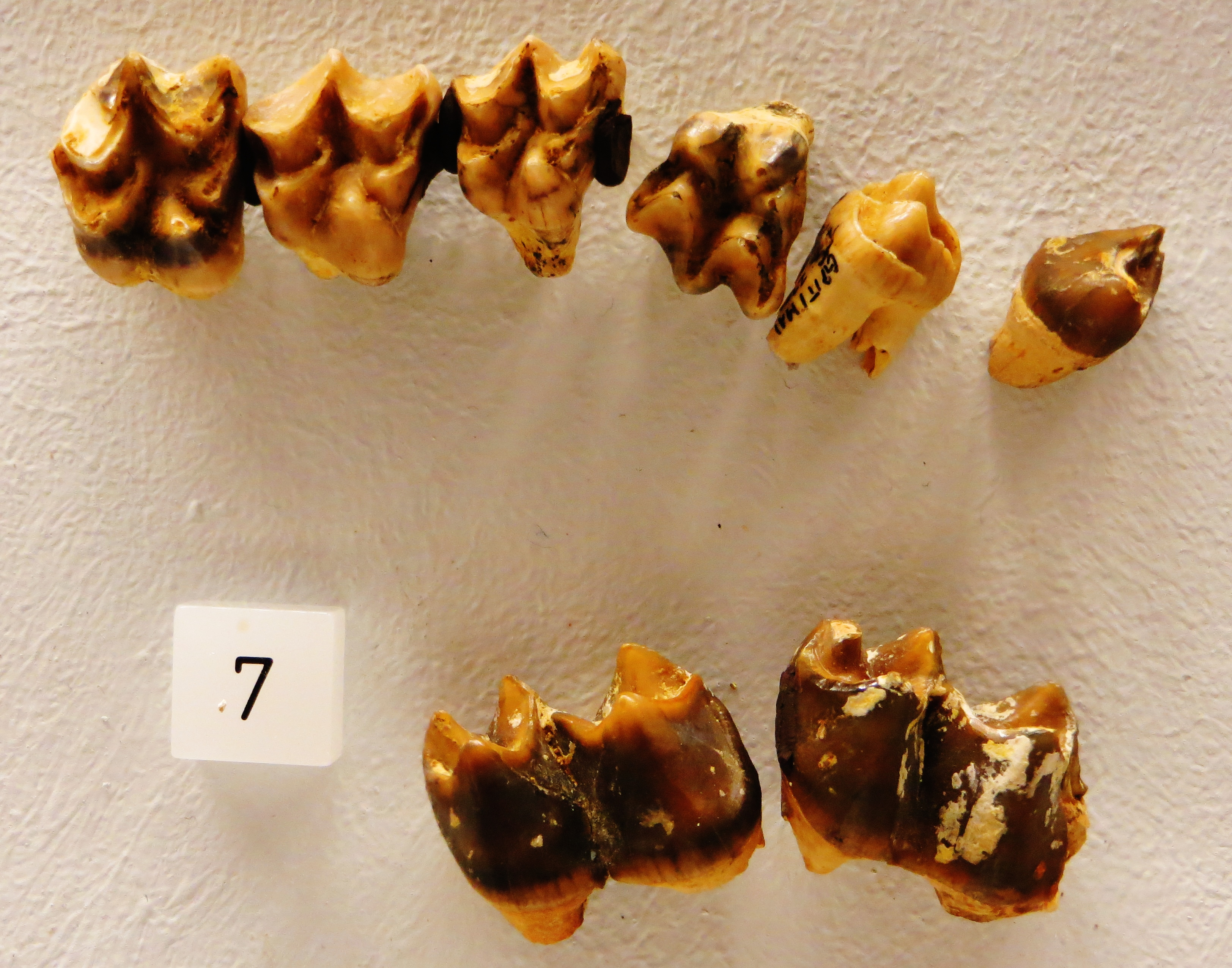
Dentatura di Diplobune quercyi

## Classificazione
Il genere Diplobune venne istituito da Rutimeyer nel 1862, e a questo genere sono state attribuite varie specie di artiodattili arcaici dell'Eocene/Oligocene europeo. Diplobune quercyi proviene da giacimenti dell'Oligocene della Francia e della Germania, D. secundaria è nota nell'Eocene superiore di Francia, Portogallo e Svizzera, D. minor è nota nell'Oligocene di Itardies e Quercy (Francia) e D. bavarica nell'Oligocene di Ronheim (Germania). Altri fossili attribuiti a Diplobune provengono dall'Eocene superiore dell'Inghilterra.

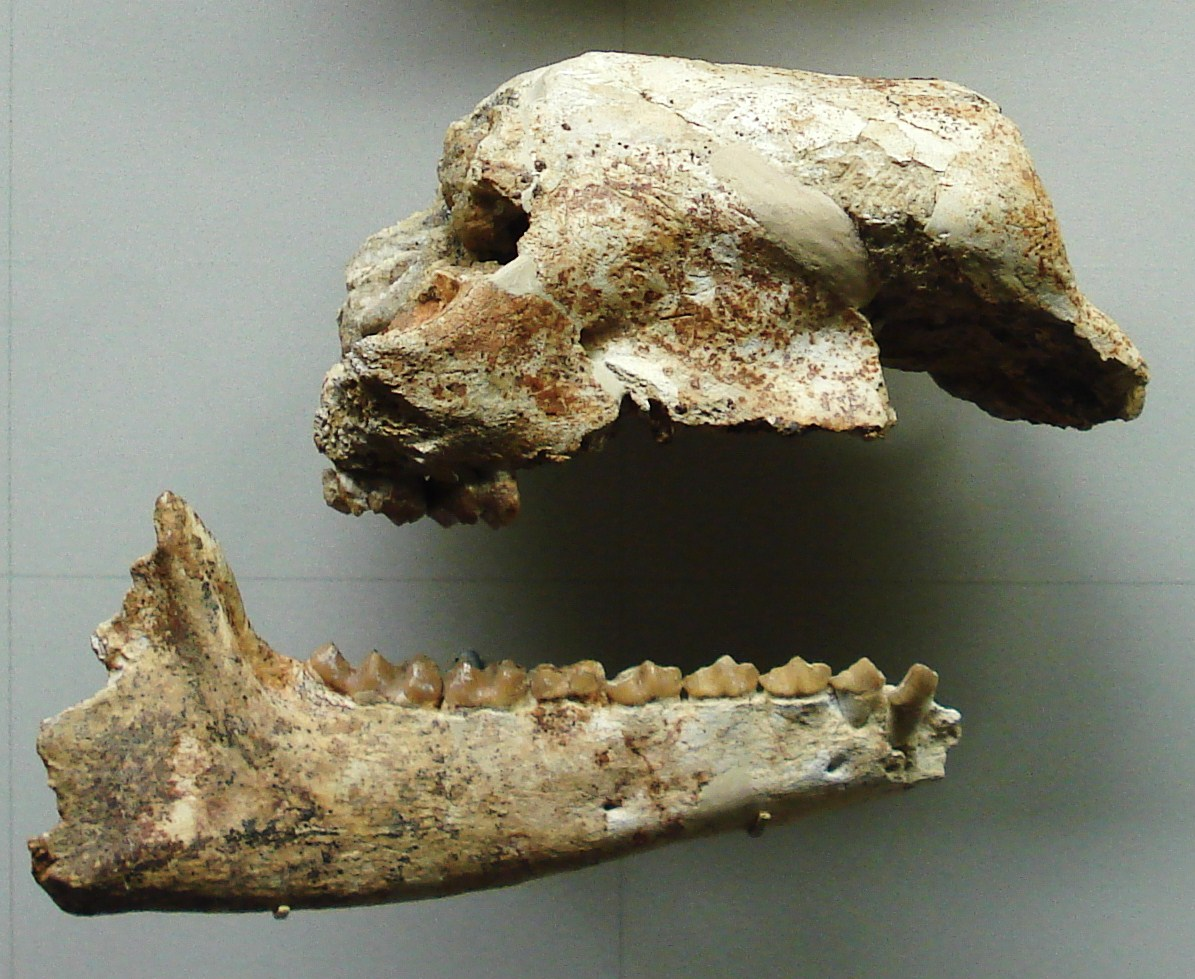
Cranio parziale e mandibola di Diplobune

Diplobune è un rappresentante degli anoploteriidi, un gruppo di mammiferi artiodattili arcaici tipici dell'Eocene - Oligocene europeo, dalle parentele non ben definite. Sembra che Diplobune fosse un membro piuttosto derivato del gruppo. 

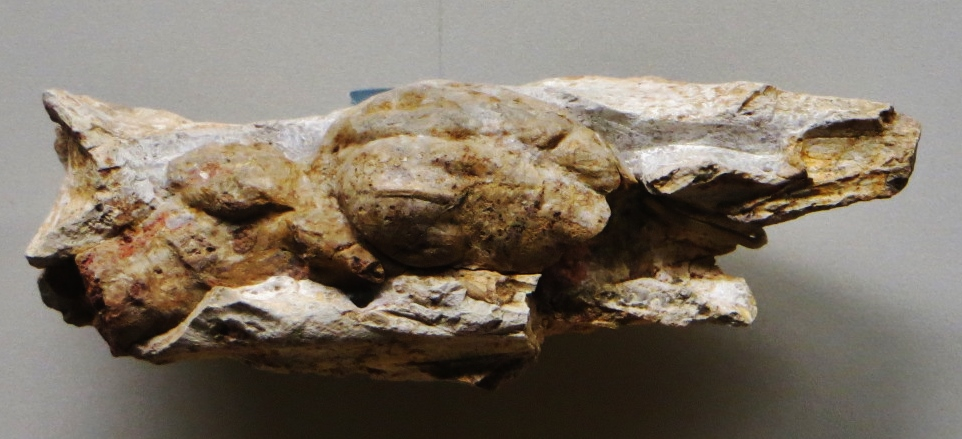
Calco endocranico di Diplobune

## Paleobiologia
Non è chiaro a cosa servisse il bizzarro secondo dito della mano di Diplobune; sembra che in questo gruppo di animali vi fossero state specializzazioni postcraniche notevoli, soprattutto a livello degli arti, ma non è chiaro quali funzioni avessero. Uno studio riguardante l'osso petroso e il labirinto osseo di Diplobune minor ha messo in luce, grazie a una microtomografia, alcune caratteristiche dell'anatomia dell'orecchio interno di questo animale; secondo questo studio, Diplobune era un animale terrestre poco agile e dai movimenti relativamente lenti (Orliac et al., 2017).

## Galleria d'immagini

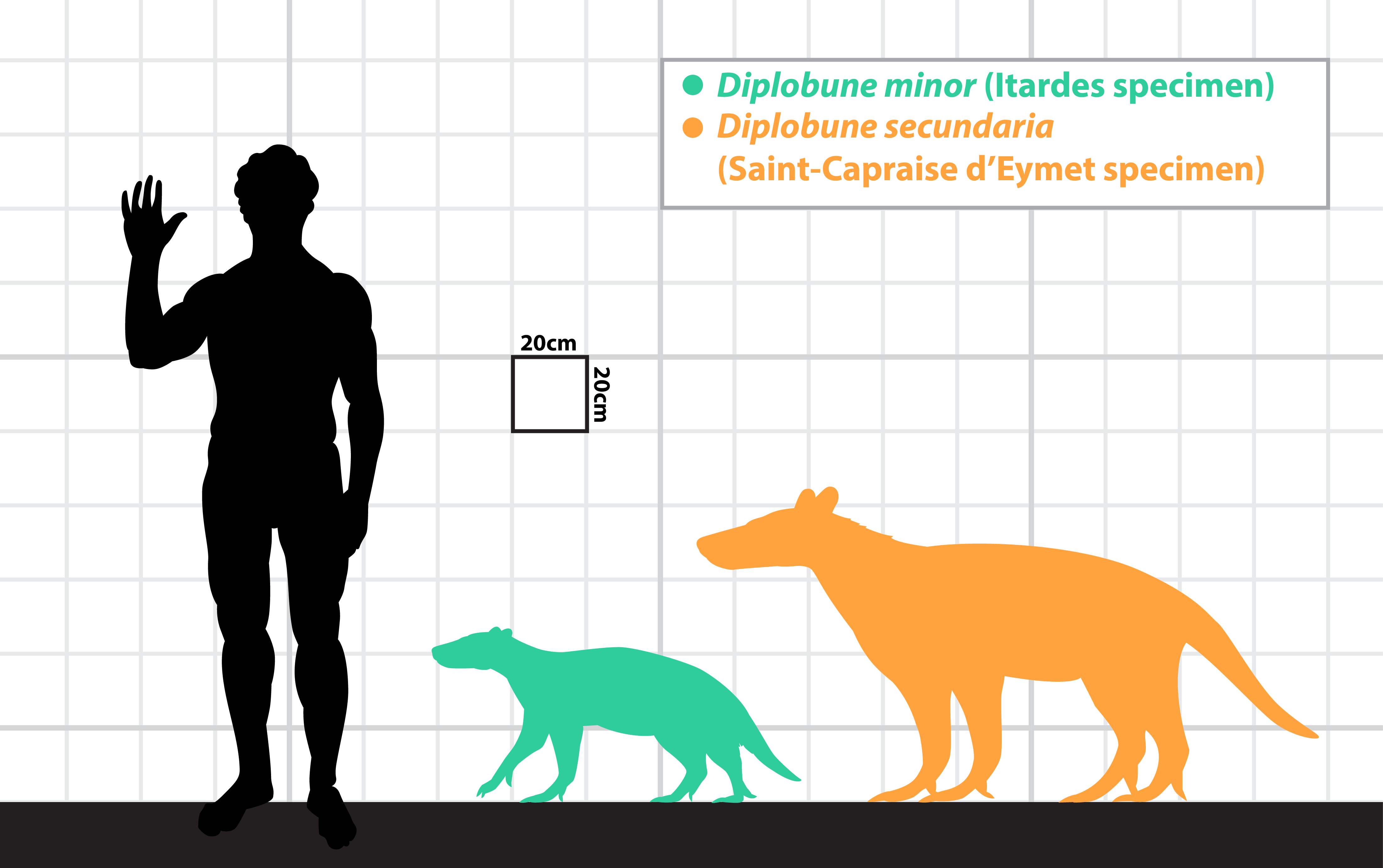
Silhouette di due specie del genere Diplobune a confronto con quella di un uomo
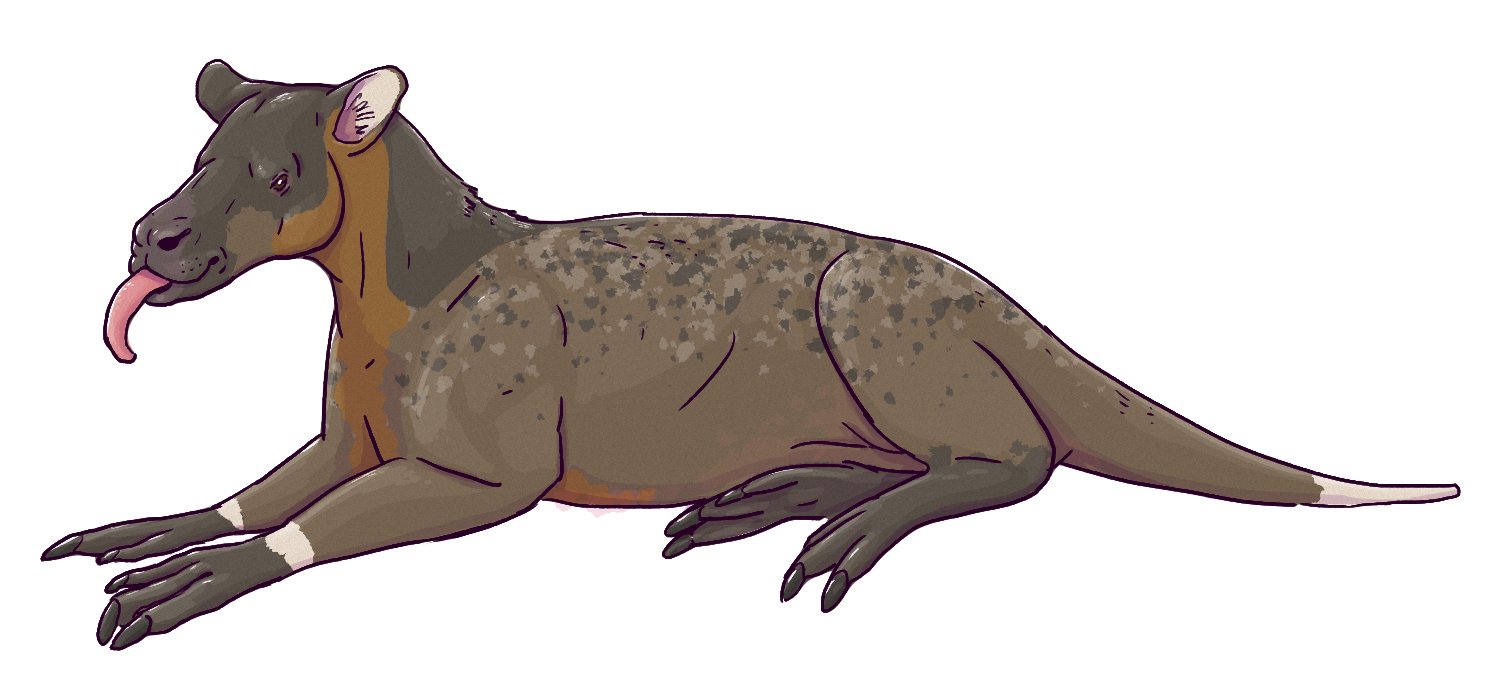
Ricostruzione della specie Diplobune secundaria
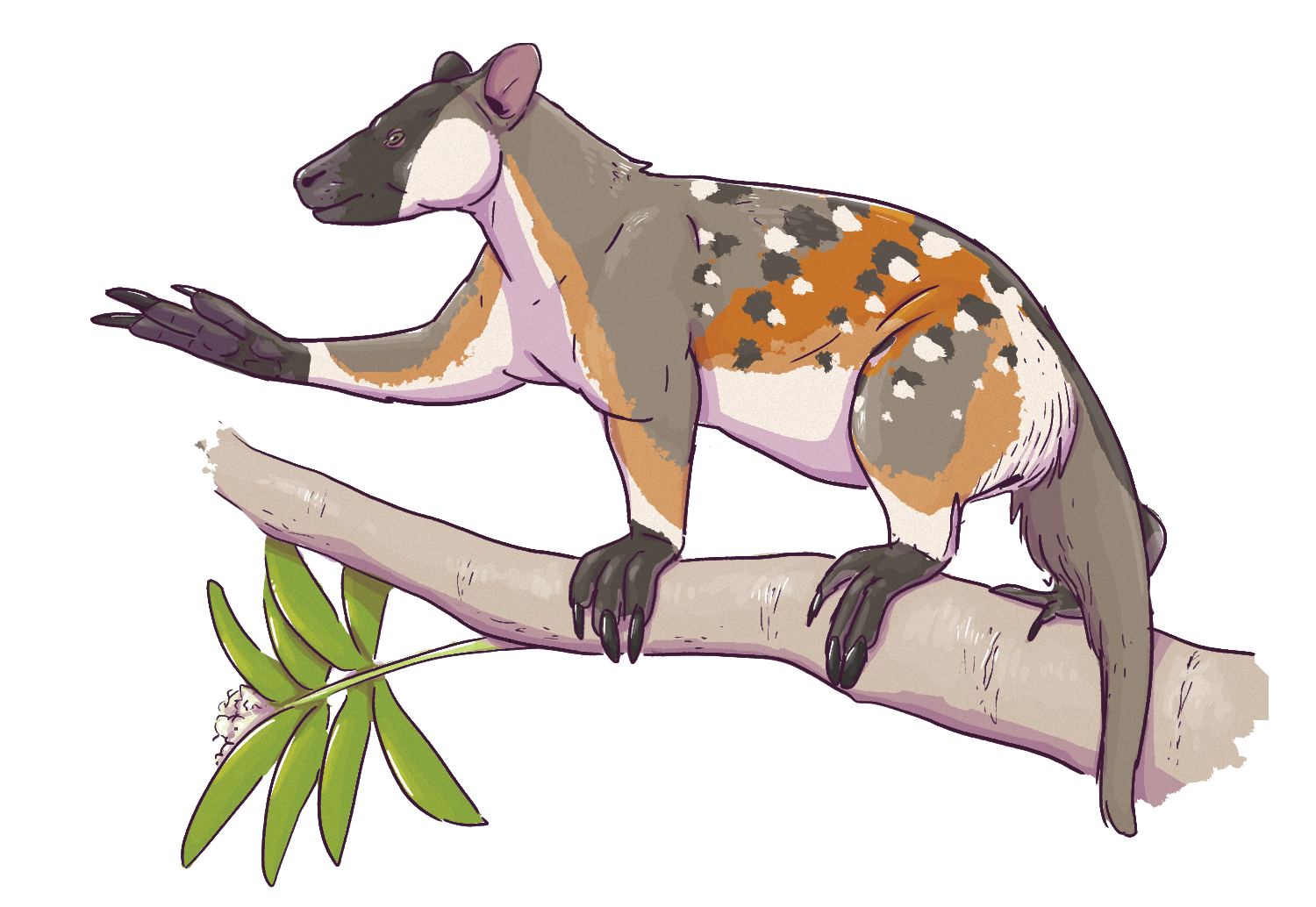
Ricostruzione della specie Diplobune minor